# 曾雪瑶
曾雪瑶（英語：XUEYAO，2001年1月8日—），出生於中國浙江省溫州市，中国大陸女歌手及演員，所屬經紀公司為麗澤影業，現為女團Gen1es組合成员。前為女团PEG組合成员。
2020年5月2日，參加騰訊視頻偶像女團競演養成類真人秀節目《創造營2020》，最終排名獲得第30名。
2024年2月3日，作為學員參加的選秀節目《創造營亞洲》播出。4月6日，作為Gen1es成員第七名出道。

## 经历

### 演藝經歷
2015年，与张艺、郭静宇（妙静鸥）、马婉桐、王宇组成女团PEG組合。同年7月，随组合参与综艺节目《女神TV》及真人秀《PEG成长记》。8月，随组合参加《开学第一课》。组合随即发表单曲《手心的梦想》，《爱出彩》及《爱期待》。
2018年11月23日，参加爱奇艺國風文化創新推廣唱演秀《国风美少年》。
2019年，参加《大话西游》手游同乐会。同年11月，录制真人秀《出发吧！从T-House开始》。
2020年5月2日，参加騰訊視頻偶像女團競演養成類真人秀節目《创造营2020》。主题曲考核中，顺利通过一天班考核进入首发成团位，并在与首发成团位成员的第一次公演舞台《潇洒小姐》中担任C位。第一次順位發佈中获得第23名。在第二次位置测评公演中，获得《Manta》小组的撑腰王，《Manta》小组也获得全场小组的第一名。第二次順位發佈中获得第22名。最終排名為30名。

## 影视作品

### 电视剧/网络剧
| 首播年份 | 名称           | 角色   | 备注     |
| -------- | -------------- | ------ | -------- |
| 2022年   | 王牌校草       | 唐茉茉 | 网络短剧 |
| 2022年   | 我的卡路里男孩 | 王佳瑶 | 网络剧   |
| 2023年   | 縱有疾風起     | 姜江   |          |
| 2024年   | 婚后熱戀       | 顧安安 | 网络短剧 |
| 2024年   | 大話大話西游   | 金絲雀 | 网络短剧 |
| 待播     | 良辰照相館     | 江雪   | 网络短剧 |

### 综艺节目
| 播出年份 | 播出日期           | 播出平台     | 節目名稱                 | 期數                 | 備註                     |
| -------- | ------------------ | ------------ | ------------------------ | -------------------- | ------------------------ |
| 2018年   | 11月30日—12月21日  | 爱奇艺       | 国风美少年               | 第一到四期           | 参赛者                   |
| 2020年   | 5月2日—7月4日      | 腾讯视频     | 创造营2020               | 第一到九期           | 参赛者，最终排名第30名。 |
| 2020年   | 5月4日—7月25日     | 腾讯视频     | 创可少女屋               | 第二十期，第二十五期 | 飞行嘉宾                 |
| 2021年   | 10月27日—12月18日  | 腾讯视频     | 《超新星運動會(第四季)》 | 共6期                | 運動員                   |
| 2024年   | 2月3日－4月6日     | WeTV、One 31 | 创造营亚洲               | 共10期               | 参赛者，以第7名出道。    |
| 2024年   | 5月30日－5月31日   | 腾讯视频     | 《开始推理吧 (第二季)》  | 第五期               | NPC                      |
| 2024年   | 8月10日            | 腾讯视频     | 《奔赴！万人现场》       | 第六期               | 打样音乐人表演           |
| 2024年   | 8月13日－8月30日   | 腾讯视频     | 《超新星運動會(第五季)》 | 共6期                | 運動員                   |
| 2024年   | 10月13日－12月29日 | 東方衛視     | 《開播！短劇季》         | 共12期               | 演員                     |
| 2025年   | 2月2日             | 腾讯视频     | 《斗笑社（第三季）》     | 第三期               | 飞行嘉宾                 |
| 2025年   | 4月6日             | 腾讯视频     | 《创造营亚洲（第二季）》 | 第十期（成团夜）     | 嘉宾学姐                 |
| 2025年   | 7月23日            | 腾讯视频     | 《战至巅峰第四季》       | 第一期(下)           | 飞行嘉宾(OAO戰隊)        |

## 音乐作品

### 單曲
| 發行日期     | 歌曲名稱                                    | 歌曲資料                                                          | 備註   |
| 2021年1月1日 | 《FU》                                      | - 作詞：刘凡、Sandyjoe、EK Darkurai - 作曲：Sandyjoe、EK Darkurai | [ 12 ] |
| 2021年       | 《我喜歡喜歡我的你》 （页面存档备份，存于） | 作詞：張贏 作曲：羅錕 編曲：羅錕                                  |        |

### PEG組合參演歌曲
| 發行日期      | 歌曲名稱       | 歌曲資料                    | 備註     |
| 2015年5月12日 | 《手心的梦想》 | - 作詞：濮子辛 - 作曲：王奇 | 出道单曲 |
| 2015年8月11日 | 《爱出彩》     | - 作詞：濮子辛 - 作曲：生波 | [ 14 ]   |
| 2015年9月23日 | 《爱期待》     | - 作詞／作曲：桂玉鑫        | [ 15 ]   |

### 国风美少年时期
| 发行时间 | 歌曲名称（歌曲说明）                                                           | 原唱者   |
| 2018年   | 《扬州姑娘》（古风歌曲，白银班）                                               | 双笙     |
| 2018年   | 《青蛇》（与刘木子合作 国风元素：《白蛇传》白银班）                            | 七朵組合 |
| 2018年   | 《佳人曲》（与刘丰、林子杰合作 国风元素：《十面埋伏》、笛子、古筝青铜班）      | 章子怡   |
| 2018年   | 《雪落下的声音》（与刘丰、林子杰合作 国风元素：清朝宫廷、《延禧攻略》 淘汰赛） | 路虎     |
| 2018年   |                                                                                |          |

### 创造营2020时期
| 发行时间 | 歌曲名称（歌曲说明）                                                        | 原唱者           |
| 2020     | 《Queendom》（初舞台）                                                      | Vinida           |
| 2020     | 《瀟灑小姐》 （页面存档备份，存于）（第一次公演曲目）                       | 萧亚轩           |
| 2020     | 《你最最最重要》 （页面存档备份，存于）（主题曲）                           | 创造营2020练习生 |
| 2020     | 《Manta》（《创造营2020》第二次公演位置测评表演曲目）                       | 劉柏辛           |
| 2020     | 《世界不会轻易崩塌》（《创造营2020》六一特别街头快闪舞台）                  | 打擾一下樂團     |
| 2020     | 《对心》 （页面存档备份，存于）（《创造营2020》第三次公演原创曲目表演曲目） | 原创曲目         |

### 亚洲创造营时期
| 发行时间                         | 作品资料        | 曲目 |
| -------------------------------- | --------------- | ---- |
| 2024                             |                 |      |
| 《寻一个你》                     | - 先行表演      |      |
| 《HEARTBEAT》                    | - 而外表演      |      |
| 《I'LL DO IT HOW YOU LIKE IT》   | - 公演1         |      |
| 《I WISH MY MIND WOULD SHUT UP》 | - 公演2         |      |
| 《HIGHTWALKER》                  | - 公演3         |      |
| 《BEST FRIEND》                  | - 成团夜(歌曲1) |      |
| 《VROOM VROOM》                  | - 成团夜(歌曲2) |      |

### Gen1es
| 发行日期      | 作品资料                        | 曲目                           |
| ------------- | ------------------------------- | ------------------------------ |
| 2024年1月31日 | 《SUMMER DREAM》（英文）        | - 数位单曲                     |
| 2024年4月7日  | 《LUCKY BELL》（英文）          | - Gen1es出道单曲               |
| 2024年8月22日 | 《Hourglass》（英文）           | - Gen1es專輯同名主打曲         |
| 2024年9月6日  | 《Dot Dot Dot》（英文）         | - Gen1es Hourglass             |
| 2024年9月6日  | 《Sick of You》（英文）         | - Gen1es Hourglass             |
| 2025年1月5日  | 《Paint The Town Blue》（英文） | - Gen1es 单曲-腾讯视频星光大赏 |
| 2025年6月21日 | 《Vroom》                       | - Gen1es Gen1 先行曲           |
| 2025年7月12日 | 《Rewrite》                     | - Gen1es Gen1 態度曲           |
| 2025年7月21日 | 《Pretty Rose》                 | - Gen1es Gen1                  |
| 2025年7月21日 | 《Juice》                       | - Gen1es Gen1                  |
| 2025年7月21日 | 《WIFI》                        | - Gen1es Gen1                  |

### 电视剧歌曲
| 发行日期     | 作品资料         | 曲目                     |
| ------------ | ---------------- | ------------------------ |
| 2025年3月7日 | 《爱字是第四声》 | - 电视剧仁心俱乐部插曲   |
| 2025年3月7日 | 《你懂得我吧》   | - 电视剧仁心俱乐部主题曲 |

## 获奖记录
| 日期         | 颁奖典礼         | 获奖名称         | 提名/作品      | 结果 |
| ------------ | ---------------- | ---------------- | -------------- | ---- |
| 2025年1月5日 | 腾讯视频星光大赏 | 年度海外潜力组合 | 精灵少女Gen1es | 獲獎 |

## 外部連結
- 曾雪瑶的新浪微博
- 曾雪瑶的哔哩哔哩个人空间
- 曾雪瑶的抖音账号
- 曾雪瑶的小红书账号
- 曾雪瑶的Instagram帳戶